# Huhtisaari (ö i Jämsä, Koskenpää, Salosvesi)
Huhtisaari är en ö i Finland. Den ligger i sjön Salosvesi och Pettämä och i kommunen Jämsä i den ekonomiska regionen  Jämsä  och landskapet Mellersta Finland, i den södra delen av landet, 220 km norr om huvudstaden Helsingfors. Öns area är 48,6 hektar och dess största längd är 1,4 kilometer i nord-sydlig riktning.